# Xastré
El xastré o xastreu es una bebida alcohólica o licor que se elabora en los municipios de la comarca de Verín, sobre todo en el municipio de Monterrey. Destaca la exaltación de este producto durante el ajetreado Entroido del municipio de Laza, en la misma región, durante el Festival Gastronómico de la cachucha, bica blanca, xastré y licor café de Laza.

## Origen
En 1903 los mojes cartujos llegaron a Tarragona y comenzaron a elaborar un licor similar al Chartreuse. Su popularidad se extendió hasta Monterrey, donde la receta fue modificada para dar el xastré.
El nombre proviene de una de las hierbas usadas en la elaboración.

## Elaboración y descripción
Está elaborado con aguardiente, azúcar y hierbas silvestres, macerado durante 20 días, cuya receta es pasada de padres a hijos y se mantiene en secreto. Es un licor de color verde muy brillante, de mayor grado que el licor de café que se produce en la zona.